# NM706i
FOMA NM706i（フォーマ エヌエム なな まる ろく アイ）は、ノキアによって開発された、NTTドコモの第三世代携帯電話（FOMA）端末。

## 概要
ノキアの海外モデルNokia 6124 classicをベースとした端末で、Symbian OSを搭載している。
前モデルのNM705iに引き続き、コンパクトなストレートタイプの端末。基本スペックはNM705iとほぼ同じだが、ボディ表面には艶があり、裏面はマットな質感と両面でまったく異なる色調となっている。
「WORLD WING(3G+GSM)」に対応し、海外でも気軽に持ち出せる。「英和/和英辞書」、「世界時計」などを装備する。なお、2009年3月時点で、iモード対応機種としては2つしかないGSMクワッドバンド対応機種（あと一つは、NM705i）。従って、ローミングでパナマ等で利用する場合は、選択肢に入る必須機種となる。
ミュージックプレイヤーを装備。また、付属の「Nokia PC Suite」を利用し、パソコンとUSBケーブルで接続することによりOutlook、Outlook Express等とのPIM機能（アドレス帳、カレンダ、メモ帳）の同期が図ることができたり、音楽データや画像を取り込むことができる。その他、待受け画面によく使う機能をアイコンで表示する「待受ショートカット」やFMラジオも引き続き搭載されている。イヤフォンは2.5mm径のプラグのものを使用、市販品の利用が可能である。また、FMラジオ利用時にはイヤホンをアンテナとして利用する。
なお、Symbian OS搭載端末で利用できるSymbian用アプリのインストールはできない。
なお、同年秋冬モデルとして発売を予定していたNokia E71が、同社の日本市場撤退により発売中止となったため、本機がドコモ最後のノキア製端末となった。
| 主な対応サービス           | 主な対応サービス                          | 主な対応サービス                       | 主な対応サービス                                   |
| -------------------------- | ----------------------------------------- | -------------------------------------- | -------------------------------------------------- |
| DCMX／おサイフケータイ     | うた・ホーダイ                            | 着うたフル／着うた                     | デジタルオーディオプレーヤー(WMA)(AAC)(eAAC+)(MP3) |
| 直感ゲーム／メガiアプリ    | Music&Videoチャネル／ビデオクリップ       | GSM／3Gローミング（WORLD WING）        | プッシュトーク                                     |
| FOMAハイスピード           | GPS／ケータイお探し                       | デコメール（閲覧は可能）／デコメ絵文字 | iチャネル                                          |
| 着もじ                     | テレビ電話／キャラ電                      | 電話帳お預かりサービス                 | フルブラウザ                                       |
| おまかせロック／バイオ認証 | 外部メモリーへのiモードコンテンツ移行対応 | トルカ                                 | iC通信                                             |
| きせかえツール／マチキャラ | バーコードリーダ／名刺リーダ              | 2in1                                   | エリアメール                                       |

1. ↑  PCから転送した楽曲を着信音に設定することが可能。
2. ↑  Napster等の有料音楽配信サイトは非対応。
3. ↑  230kBのiアプリ対応。
4. ↑  テーマの変更は可能。9つのプリインストールテーマかPC経由でインターネットからのダウンロード。

### プリインストールアプリ
- 世界時計
- 英和・和英辞書
- 単位変換ツール

## 歴史
- 2008年5月27日 - F906i・F706i・N906i・N906iμ・N906iL・N706i・N706ie・P906i・P706ie・P706iμ・SH906i・SH906iTV・SH706i・SH706ie・SH706iw・SO906i・SO706i・L706ie・NM706iの開発が発表。
- 2008年8月8日 - 発売開始